# روجايي
روجايي (بالصربية: Rožaje) هي بلدة، ومدينة، تتبع بلدية روواج، هي عاصمة بلدية روواج، بلغ عدد سكانها 9٬422 نسمة، في 2011، رمزها البريدي هو 84310.

## مدن توأم
المدن التوأم:
- برنيك.